# 腰牌

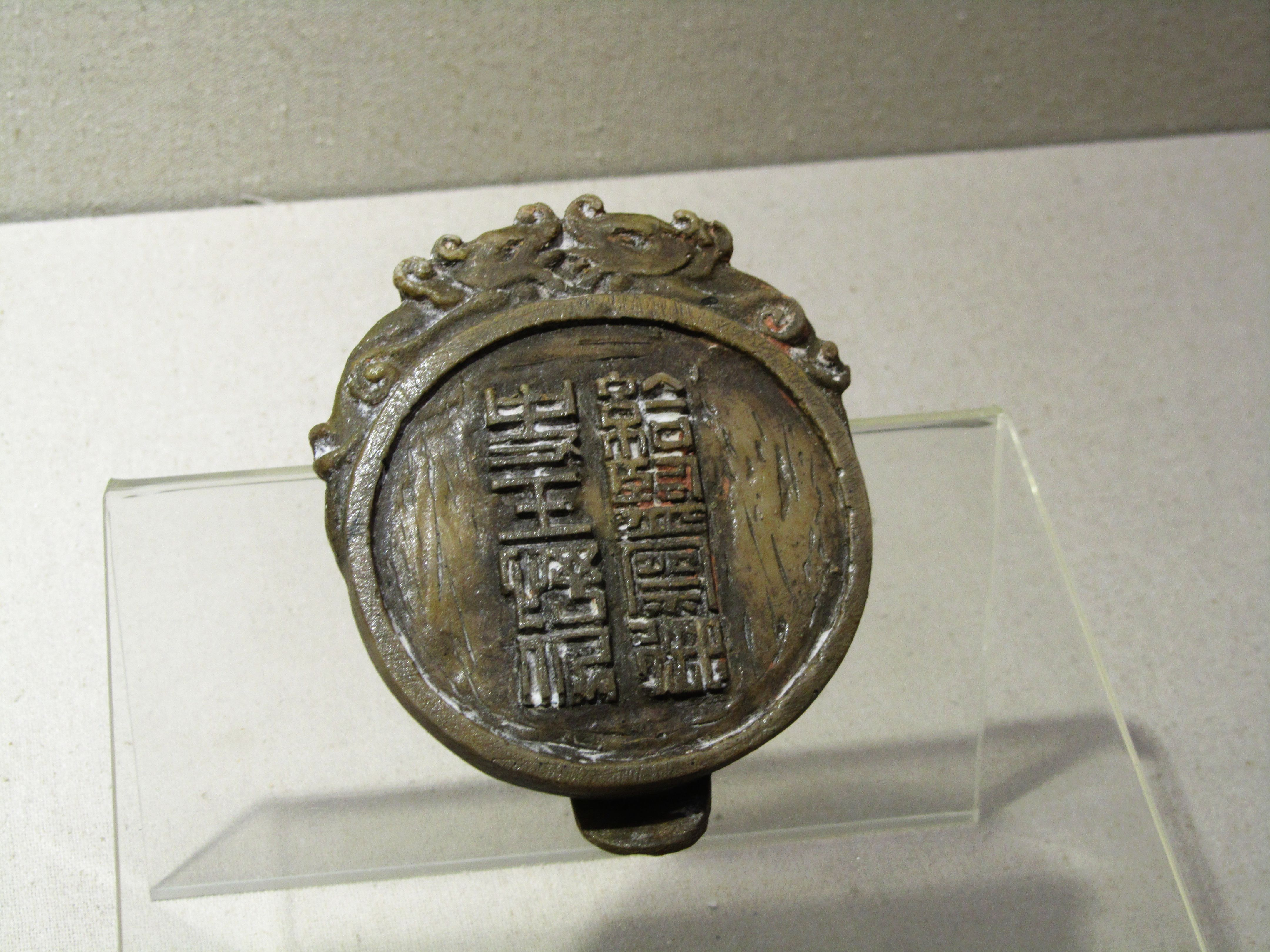
明代右都御史王忬所佩戴的圓形腰牌，上刻“给监察御史王忬佩”，现藏南通中国审计博物馆。

腰牌为東亞古代官吏系在腰间证明身分的牌子，其上刻以姓名职务，常被用作出入宫禁或军营时以备查验的通行证或信物凭证，亦可作为装饰物，多采用木质、铜质或象牙質，其形制和质地与官吏的身份等级相关。而牙牌（象牙質）為腰牌的一種。

## 历史沿革
中国古代有两样与身份证相似的证件，那就是符牌与传信。相比较而言，符牌侧重于表明身份，传信侧重于准入通行。符牌起源于夏商时期玉制礼器“牙璋”，后经过衍生发展，又称“符节”“符牌”“牌符”等。春秋战国时期，牙璋逐步发展成为兵符而使用，即为调兵之“虎符”；隋唐时期，符牌形制几经变化，出现鱼符、兔符和龟符；宋元以后，符牌不仅用作调兵遣将，而且将其作为严格、系统的识别标志，融入古代政权的管理体系之中。符牌的形制、功用多种多样；如按符牌的材质划分有金牌、银牌、玉牌、牙牌、铜牌等；按符牌的形制分有虎符、鱼符、龟符等；按符牌的形状划分有长形牌、圆牌、方牌等；按符牌的使用领域划分有象征职位级别的腰牌、节制兵马的兵符、守卫皇城安全的门符、用于信息传递的信牌、用于交通管理的驿符等。

## 蒙古帝国

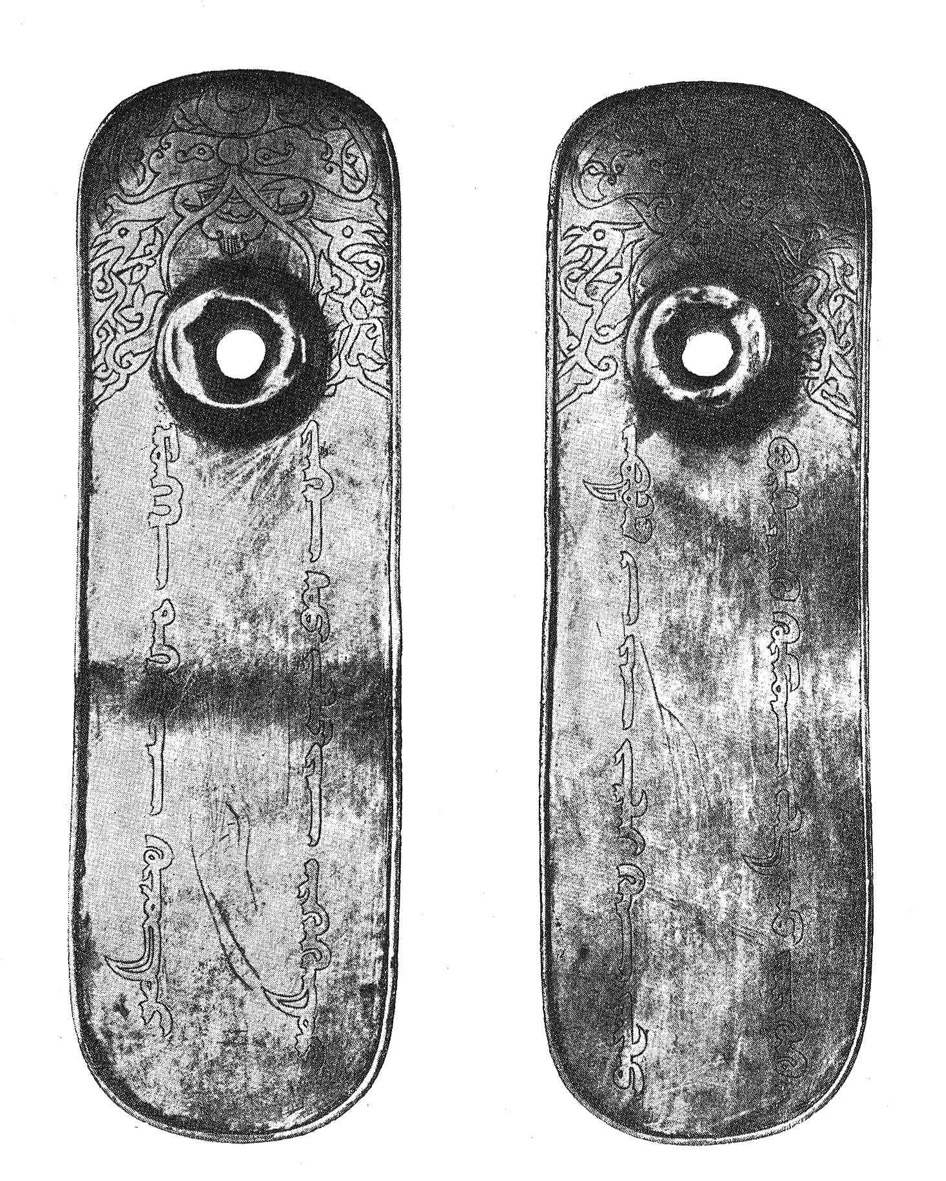
钦察汗国奥都剌时期的牌符

蒙古人兴起後，仿效中国唐宋时期的传统制作牌符，沿用汉语称其为“牌子”（羅馬化：pāiza），最著名的牌子有成吉思汗圣旨牌。蒙古帝國時代，用贵重金属制作腰牌，成为使者传达蒙古大汗口谕的身份和象征，代表传递的信息或者命令准确可靠。牌子上的内容意为“凭借长生天的力量，皇帝的权力是至高无上的，皇帝的命令必须遵从。如果有人不遵从命令，应当定罪处死。”
後亦被蒙古四大汗國和元朝沿用，圣旨牌材质为金和银，形制为长方圆角矩形，上方有一个圆形孔，是为方便悬挂而设计。文字為回鶻體蒙古文或八思巴文，也有同時書寫波斯文的牌子傳世。這類聖旨牌經常作為出土文物出現在中國、俄羅斯和中亞各國的博物館中。

## 明清時期
明朝官員用得最多的腰牌是牙牌，而牙牌大抵為長方形（上方弧形刻有如意雲紋）由尚寶司造冊發放。明代只有京官能持有「朝參牙牌」、外放（任）官不持有。而如錦衣衛領導級官員的朝參牙牌牙牌為長方形（上方弧形刻有如意雲紋），正面中上刻有橫寫（錦衣衛）三個字，接著豎刻官銜不刻名字（如：右千戶所百戶）；左側面刻有此牌的字號（如：武字貳仟玖佰玖拾壹號）；背面亦不刻朝代年月日、只刻四行使用須知：「朝參官懸帶此牌，無牌者依律論罪，借者及借與者罪同，出京不用」。如此牙牌因人事變遷可以重複使用，如官員離京、離職、退休、身故則需繳回；如再（新）上任京官再領新官銜牙牌。明代另有其他形式形狀的腰牌如金牌、銅牌、令牌、铜符等。
依據尚寶司的尚寶司卿劉日升（萬曆八年三甲進士）於萬曆三十年十二月十六日（1602年1月8日）上疏之〈查復舊制祛積弛以明職守疏〉的統計，至萬曆三十年明朝大抵發放“文字號牙牌”2345面、損害36面、遺失64面。其它尚有“武字號牙牌”、“勳字號牙牌”、“親字號牙牌”、“官字號牙牌”、“樂字號牙牌”等。
清代关于腰牌的记载则最早见于清太宗皇太极时。宫中腰牌是在宫内服务和办理差务人员的身份凭证，仅以所属衙门划分，限在宫内使用，持有者的具体职责和活动场所等与其所属的衙门相关，不因腰牌式样的不同而承担不同的责任，或有不同的活动范围。起初腰牌上仅有持有人所属衙门，后来更为完备，还加上了编号、年龄、相貌特征、发牌年代等。这些腰牌持有者基本属于两大系统，一是内务府， 内务府每年所发腰牌在七八千面左右； 二是各部院衙门，各部院所使用的腰牌亦由内务府颁发。